# Émile Sartorius
Émile Sartorius (Roubaix, 11 september 1883 - Aldaar, 23 november 1933) was een Frans voetballer die voorkeur had als een aanvaller.   

## Carrière
Sartorius is geboren in Roubaix waar hij is begonnen te voetballen bij RC Roubaix. Sartorius maakte zijn debuut in Frankrijk voetbaleftal in 1906. Hij heeft 5 wedstrijden gespeeld en 2 doelpunten gescoord voor zijn nationale ploeg. Hij zat in de selectie die deed mee aan het voetbaltoernooi op de Olympische Zomerspelen 1908. Sartorius beeindigt zijn voetbalcarrière in 1909.
Sartorius overleed op 23 november 1933.